# Mohammad Sarengat
Mohammad Sarengat (né le 28 octobre 1939 à Kedunguter, mort le 13 octobre 2014) est un athlète indonésien, spécialiste du sprint.

En 1962, il devient le premier Indonésien à remporter un titre, dans n'importe quel sport, lors des Jeux asiatiques de 1962 à Jakarta. 